# Franjevački samostan i crkva Sv. Križa u Živogošću
Franjevački samostan i crkva Sv. Križa, rimokatolički samostan i crkva reda franjevaca u mjestu Živogošću, općina Podgora, zaštićeno kulturno dobro.

## Opis dobra
Franjevački samostan u Živogošću sagrađen je nedaleko rimske ville rustice, a u klaustru samostana nađeni su ostaci starokršćanske bazilike. Samostan ima tri krila koja s crkvom čine zatvorenu cjelinu unutar koje je klaustar. Zapadno krilo uz crkvu ima dva kata dok južno i istočno krilo imaju četiri kata i razvedena su prozorskim otvorima u pravilnom ritmu. U samostanskom sklopu nalazi se i župna crkva Svetog Križa, sa zvonikom koja zatvara samostanski kompleks sa sjeverne strane.Crkva je sagrađena 1766. godine. Uz crkvu je s južne strane dograđen zvonik na kat s piramidalnim završetkom. U samostanu se čuva vrijedna biblioteka te nekoliko baroknih predmeta.

## Zaštita
Pod oznakom Z-6605 zavedeni su kao nepokretno kulturno dobro - pojedinačno, pravna statusa zaštićena kulturnog dobra, klasificirano kao "sakralno-profana graditeljska baština".